# Évry Grand Roque
Évry Grand Roque ist ein französischer Schachverein in Évry.
Évry Grand Roque entstand Anfang der 1970er Jahre als Abteilung des Jugend- und Kulturzentrums von Courcouronnes. 2001 erhielt die Gruppierung die juristische Selbständigkeit als Verein. Seit 2004 spielt der Verein in der höchsten französischen Liga, 2009 gelang mit dem Gewinn der Französischen Mannschaftsmeisterschaft der bislang größte Erfolg. Évry stellt auch in der französischen Frauenliga eine Mannschaft und gewann die französische Mannschaftsmeisterschaft der Frauen 2006, 2010, 2011, 2013 und 2016. Zu den stärksten aktiven Spielern zählen Peter Swidler, Pavel Eljanov, Michael Adams, Fabiano Caruana, Maxime Vachier-Lagrave, Le Quang Liem, Sébastien Feller und Serhij Fedortschuk (Stand: Januar 2011).